# Новые земли Германии
Новыми землями (нем. neue Bundesländer) в современной Германии (ФРГ) (в противоположность старым землям) называют федеральные земли — государства Германии, образованные на территории бывшей ГДР (Восточной Германии) после вхождения ГДР в состав ФРГ в 1990 году.
Таким образом, к «новым землям» относят:
- Бранденбург
- Саксония-Анхальт
- Саксония
- Тюрингия
- Мекленбург-Передняя Померания

Вопрос принадлежности Берлина к новым или старым землям остаётся спорным. Земля Берлин была образована путём слияния Восточного Берлина (бывшей столицы ГДР) и Западного Берлина в январе 1991 года, имевшего особый Четырёхсторонний статус и официально не входящего в состав ФРГ, хотя и упомянутого в Конституции ФРГ в качестве земли.
В качестве синонима понятия «новые земли» часто также используются термины «восточные земли» (нем. östliche Bundesländer) и «Восточная Германия» (нем. Ostdeutschland).